# Madauros

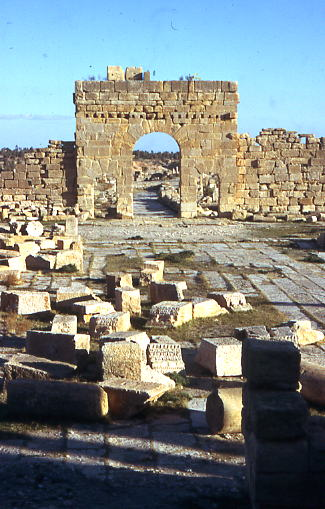
Madauros (1975)

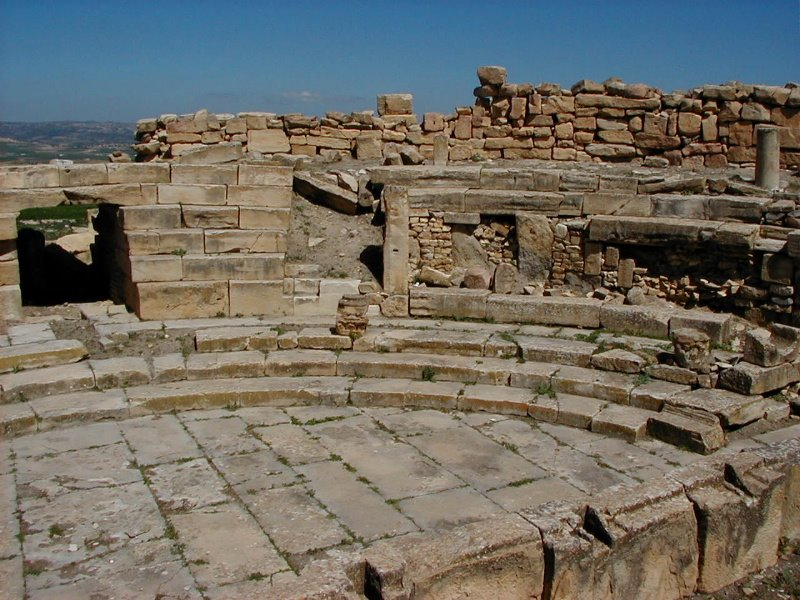
Theater von Madauros (2001)

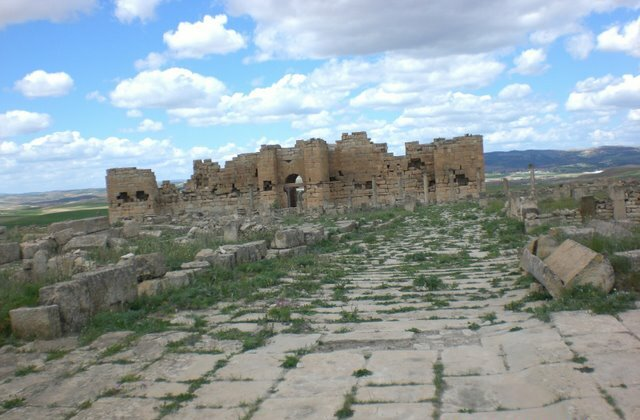
Byzantinische Festung von Madauros

Madauros (auch Madaura) war eine antike Stadt in Numidien (Nordafrika) nahe dem heutigen M'Daourouch im äußersten Nordosten Algeriens in der Provinz Constantine. Die Namensform Madauros ist als die authentische zu betrachten, da sie inschriftlich bezeugt ist und auch durch die arabische Weiterentwicklung des Ortsnamens nahegelegt wird.

## Geschichte
Madauros gehörte bis 203 v. Chr. zum ostnumidischen Reich, das unter der Herrschaft von König Syphax stand. Dieses ging im neuen Königreich Numidien unter der Herrschaft des westnumidischen Königs Massinissas auf, der sich im Zweiten Punischen Krieg auf die Seite Roms geschlagen hatte. Im Jahre 46 v. Chr. annektierte Caesar das numidische Reich. Zum Ende des ersten Jahrhunderts wurde dieses zur römischen Provinz Numidia.
Die Stadt war berühmt für ihre Schulen, die sehr hohes Ansehen genossen. Der Schriftsteller Apuleius, Autor der Metamorphosen wurde um 125 in Madauros geboren. Der Kirchenlehrer Augustinus studierte einige Jahre in Madauros.

## Archäologie
Heute zeugen nur noch Ruinen von der antiken Stadt. Beispielsweise können ein römisches Mausoleum, große Thermen, drei frühchristliche Kirchen sowie eine byzantinische Festung besichtigt werden.